# Río Vinces
Río Vinces är ett vattendrag i Ecuador. Det ligger i den västra delen av landet, 230 km sydväst om huvudstaden Quito.